# Vurğun
Vurğun (ryska: Калининкенд, azerbajdzjanska: Kalininkənd) är en ort i Azerbajdzjan.   Den ligger i distriktet Ağstafa Rayonu, i den västra delen av landet, 400 km väster om huvudstaden Baku. Vurğun ligger 356 meter över havet och antalet invånare är 2 635.
Terrängen runt Vurğun är platt norrut, men söderut är den kuperad. Runt Vurğun är det ganska tätbefolkat, med 72 invånare per kvadratkilometer.. Närmaste större samhälle är Aghstafa, 3,0 km nordväst om Vurğun.
Trakten runt Vurğun består till största delen av jordbruksmark.